# Hansjörg Knauthe
Hansjörg Knauthe (Geising, 13 de julio de 1944) es un deportista alemán que compitió para la RDA en biatlón.
Participó en los Juegos Olímpicos de Sapporo 1972, obteniendo en total dos medallas, plata en la prueba individual y bronce en relevos. Ganó una medalla de bronce en el Campeonato Mundial de Biatlón de 1970.

## Palmarés internacional
| Juegos Olímpicos   | Juegos Olímpicos   | Juegos Olímpicos  | Juegos Olímpicos |
| Año                | Lugar              | Medalla           | Prueba           |
| ------------------ | ------------------ | ----------------- | ---------------- |
| 1972               | Sapporo (Japón)    | Medalla de plata  | Individual       |
| 1972               | Sapporo (Japón)    | Medalla de bronce | Relevos          |
| Campeonato Mundial |                    |                   |                  |
| Año                | Lugar              | Medalla           | Prueba           |
| 1970               | Östersund (Suecia) | Medalla de bronce | Relevos          |